# Huzhu
Huzhu (chiń. 互助土族自治县; pinyin: Hùzhù Tǔzú Zìzhìxiàn) – powiat autonomiczny mniejszości etnicznej Tu w środkowych Chinach, w prowincji Qinghai, w prefekturze miejskiej Haidong. W 1999 roku liczył 368 106 mieszkańców.